# Frontó Eder Jai
L'Eder Jai, renombrat a 1987 com Jai Alai, va ser un frontó de Pilota Basca ubicat als peus de la Serra Gelada a Benidorm. Tenia una capacitat de 2.372 espectadors, i el frontó feia 54 m. de llarg per 11 d'amplada. Tot i tindre constància de la seua existència des dels anys 1960, va ser inaugurat el 1973, per iniciativa del basc Jose Luis Bereciartúa i l'empresari valencià Jaime Puchades.
A l'any 1975, es va celebrar a aquest frontó la 17ª edició del Festival de la Cançó de Benidorm
Al mateix any, 1975, va tancar les seus portes i no seria fins a 1987 quan les reobriria, baix la gerència de l'empresari americà d'origen cubà Joe Fernández, ara amb el nom de Jai Alai.
En 1987 va ser l'escenari del duel a frontó entre Genovés i Martinikorena. Poc després, tancaria i seria posat en venda, passant a ser un temple dels Testimonis de Jehovà.